# Hanns Bolz

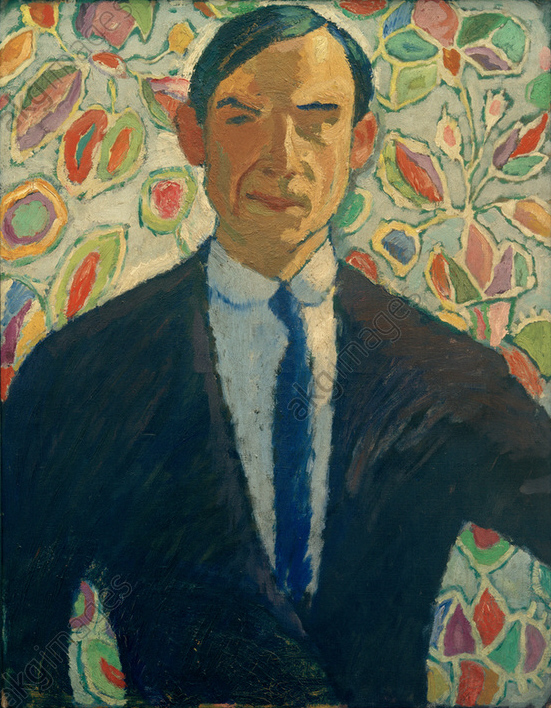
Hanns Bolz - Autorretrato

Hanns Bolz (nacido el 22 de enero de 1885 en Aquisgrán y fallecido el 4 de julio de 1918 en Múnich) fue un pintor expresionista y cubista alemán .
Bolz estudió arte en la Academia de Bellas Artes de Düsseldorf. En 1908, tras sus estudios, se trasladó a París, donde vivió hasta el estallido de la Primera Guerra Mundial durante la cual fue movilizado y gaseado en el frente, lo que le provocó la muerte en julio de 1918. Uno de sus lugares favoritos en París fue el Café du Dôme, donde frecuenta un pequeño grupo de artistas alemanes que se formó en torno a Hans Purrmann y Rudolf Levy. 

## Biografía
Después de sus días escolares en Aquisgrán y Colonia, Bolz estudió en la Academia de Bellas Artes de Düsseldorf entre 1905 y 1908. Luego pasó casi tres años en París, donde alquiló un estudio en el número 49 de la Rue Gabrielle en Montmartre, que había sido utilizado anteriormente por Pablo Picasso (1881-1973) en 1900. Aquí y especialmente en el Café du Dôme, un conocido lugar de encuentro de artistas, conoció a Hans Purrmann (1880-1966), a Rudolf Levy (1875-1944) y, finalmente, al marchante de arte Alfred Flechtheim (1878-1937), quien más tarde, tras la muerte de Bolz, se ocupó de sus obras.
En 1911 y 1912 vivió en Múnich, donde trabajó, entre otras cosas, como ilustrador para la revista Komet. Allí trabó amistad en el barrio bohemio de Schwabing, entre otros con Richard Seewald (1889-1976) y la actriz y poetisa Emmy Hennings (1885-1948) y fue miembro del círculo de amigos del grupo editorial Der Blaue Reiter en torno a los pintores. Franz Marc (1880-1916) y Wassily Kandinsky (1866-1944). Pero no permaneció mucho tiempo allí y regresó a París en 1912, donde se instaló en un estudio en Montparnasse. Mientras tanto realizó varios viajes de estudios a Madrid, Londres, Venecia y Oslo.
En 1914 fue reclutado para el servicio militar y enviado al frente. Aquí sufrió una grave intoxicación por gases y quedó casi ciego. Esto le llevó a ser liberado anticipadamente del servicio militar en 1917, pero después ya no pudo trabajar y se dedicó únicamente al modelaje. Permaneció principalmente en Colonia con Otto Freundlich (1878-1943) en su estudio de la Gereonshaus, donde también conoció a Max Ernst (1891-1976). Más tarde regresó a Múnich, pero debido a sus dolores tuvo que ser internado en el balneario de Neuwittelsbach en 1918, donde finalmente murió.

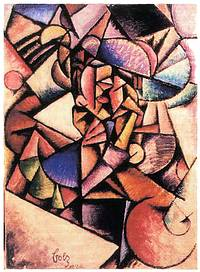
Composición. Museo Suermondt-Ludwig de Aquisgrán

## Características artísticas
Después de primeros dibujos y caricaturas para periódicos satíricos, así como algunos cuadros y retratos como “Mujer con sombrero” y “Castillo romántico”, Bolz adoptó el expresionismo y el cubofuturismo bajo la influencia de su primera estancia en París y los artistas que allí conoció principalmente miembros del fauvismo francés. Durante estos años creó inicialmente naturalezas muertas con una combinación de colores más tenue, que poco después se transformó en cuadros coloridos y expresivamente motivados con motivos de la zona de Montmartre. Su primera obra importante conocida, el retrato de su amigo y partidario Alfred Flechtheim, fue probablemente también una de sus primeras obras conocidas en esta época, en la que Bolz supo combinar las transiciones de luces y sombras, así como las yuxtaposición de secciones más claras y más oscuras de la imagen de forma suave según los principios cubistas. Siguieron más retratos brillantes y cuadros variados, en los que experimentó con colores, hizo variaciones de tonos relacionados y combinó el estilo parisino con una nueva objetividad, contribuyendo así de manera significativa a la evolución de la vanguardia de su tiempo.
A partir de 1912, probablemente desde su segunda estancia en París, sus dibujos y pinturas se volvieron cada vez más abstractos e incorporó sugerencias de Guillaume Apollinaire (1880-1918). Bolz unió líneas con segmentos circulares, formas triangulares y trapezoidales y les dio de nuevo mayor plasticidad mediante una aplicación de pintura en forma de sombra. Durante esta época surgieron cada vez más paisajes urbanos abstractos y conglomerados de formas cubofuturistas y Otto Freundlich describió a Bolz como el único artista alemán que desempeñó un papel importante dentro del cubofuturismo.
En 1937, cuatro de sus expresivas obras fueron confiscadas de colecciones públicas durante la campaña nazi contra el “Arte Degenerado”.
Las esculturas que creó después de su servicio militar y durante su enfermedad se caracterizan por una extrema reducción y expresividad, pero no alcanzaron un gran nivel de reconocimiento y en su mayoría pasaron a formar parte de la colección de su amigo Max Ernst. Aunque Bolz pidió destruir sus obras después de su muerte, la mayoría de ellas fueron salvadas y catalogadas, especialmente por Alfred Flechtheim. Incluso más tarde, algunas de sus obras continuaron apareciendo como hallazgos casuales. Las obras de Hanns Bolz forman parte de la exposición permanente del Museo Suermondt-Ludwig de Aquisgrán desde 1999.

## Galería

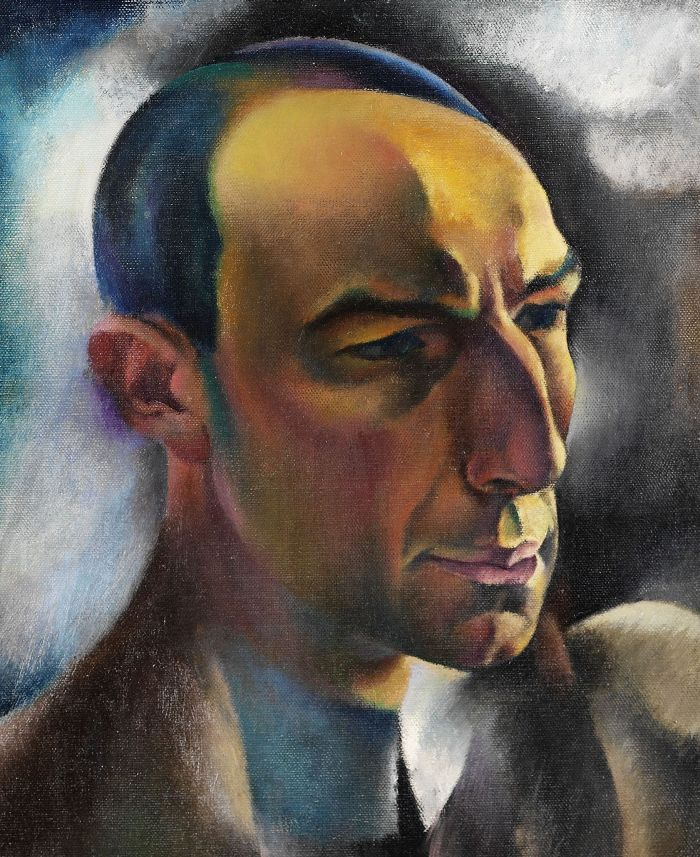
Alfred Flechtheim
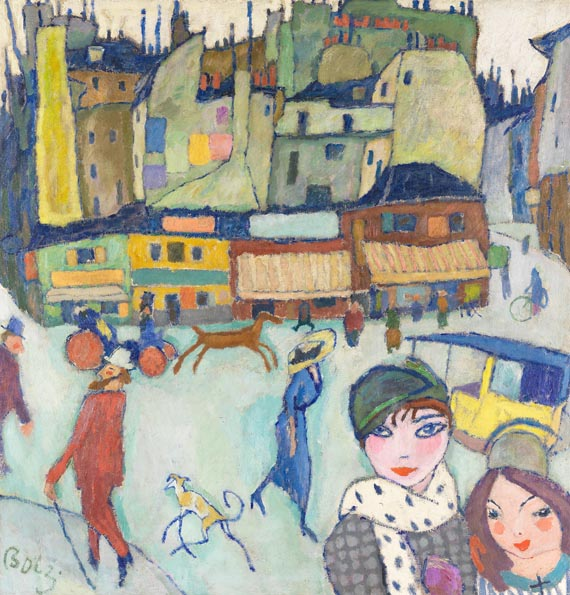
Montmartre
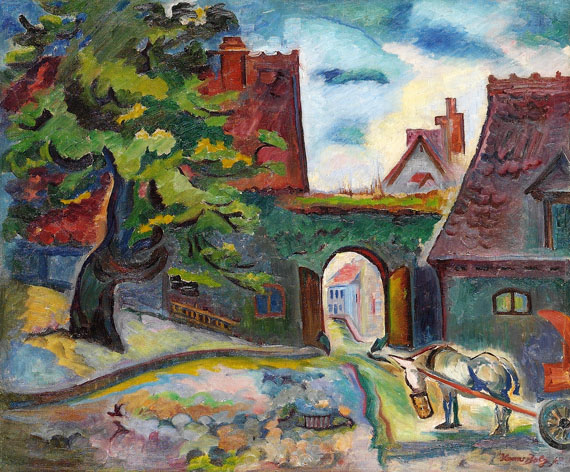
Burro con carro
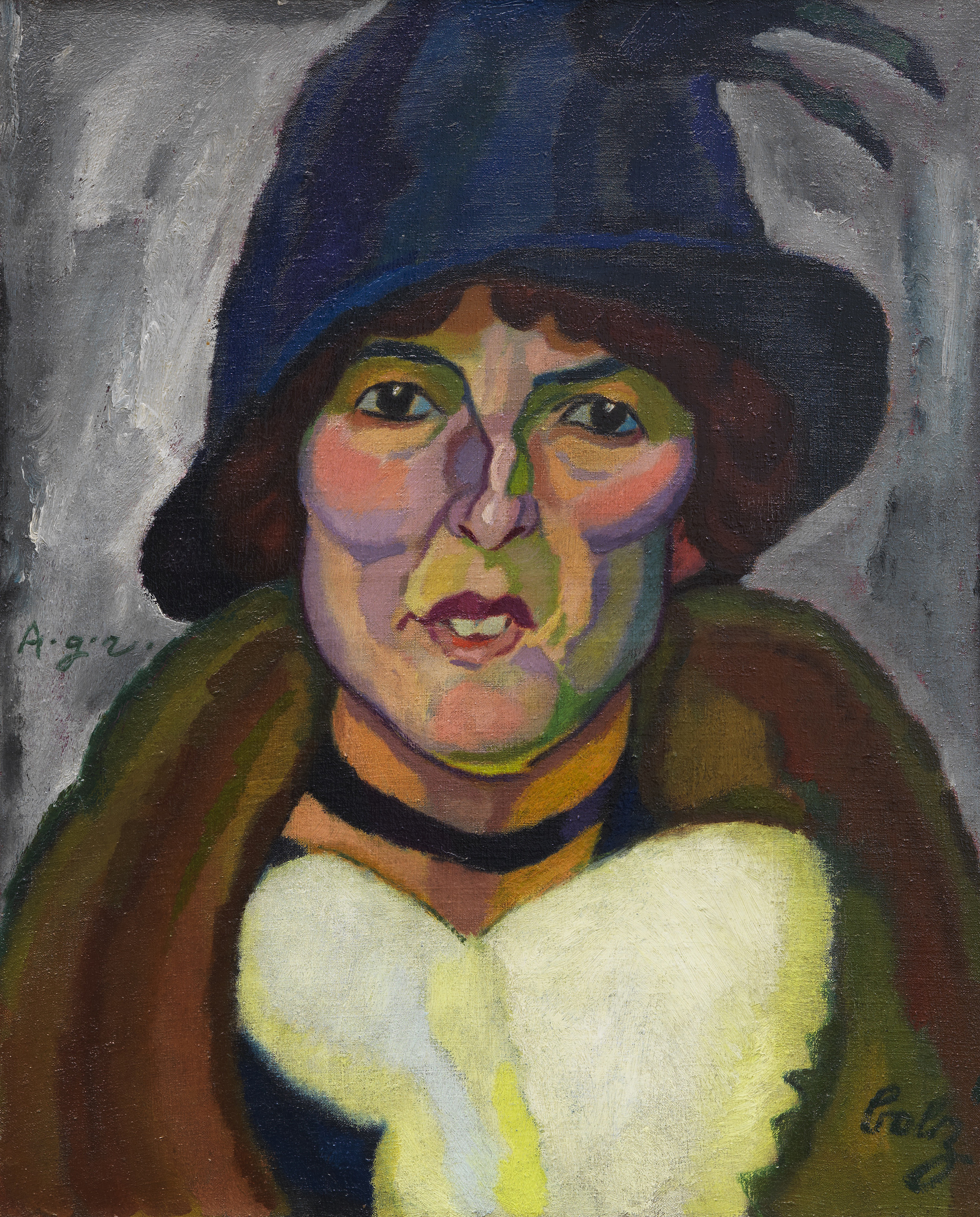
Mujer con sombrero 1912–1913

## Obras (selección)

### Obras confiscadas de colecciones públicas en 1937 por “degeneradas”.
- Cabeza masculina con gorra de visera (escultura, yeso, antes de 1918; Museo Municipal de Aquisgrán; paradero incierto)
- Naturaleza muerta con jarra y palangana (óleo sobre lienzo, 80 × 70 cm; Salón de la Fama de Wuppertal-Barmen; destruida)
- Mujer con un gato (óleo sobre lienzo, 99 × 71 cm; Salón de la Fama de Wuppertal-Barmen; mostrado en la exposición itinerante “Arte Degenerado” en Hamburgo en 1938; paradero poco claro)
- En el teatro (óleo sobre lienzo, 100 × 105 cm; Salón de la Fama de Wuppertal-Barmen; paradero desconocido)

### Otras obras (selección)
- Castillo romántico, acuarela. Colonia 1903
- El pintor Heinz Simons, acuarela. Colonia 1907
- Anciana – hermana de oración. Bronce, 1907
- En la tienda de chatarra, tinta. París 1909
- Retrato de Alfred Flechtheim, óleo sobre lienzo. París 1910
- En el ring, óleo sobre cartón. París 1910
- Naturaleza muerta, óleo sobre lienzo. París 1910
- Gilles con dama, óleo sobre lienzo. París 1910
- Jinete antiguo, caricatura de la Guerra de Trípoli. En: El cometa. Múnich 1911
- Erich Mühsam en el Café Stefanie. con perro y cigarro, caricatura, ibídem, 29 de julio de 1911[4]
- Emmy Hennings, óleo sobre lienzo. Múnich 1911
- Escena callejera (Montmartre), óleo sobre lienzo. París 1912
- Montmartre, tinta. París, mayo de 1913
- Venecia (Venecia), tinta. Venecia 1913
- Abstracción dadaísta, tinta, lápiz. Colonia 1917
- Retrato de Louise Straus-Ernst (primera esposa de Max Ernst), óleo sobre lienzo. Colonia antes de 1918
- Cabeza masculina, yeso. Múnich 1918

## Exposiciones (selección)
- 1909 – Exposición con los pintores del Brücke en Aquisgrán.
- 1910 – Exposición en los salones de vanguardia Salon d’Automne y Salon d’Independants de París
- 1912 – Exposición Sonderbund en Colonia
- 1913 – Armory Show en Nueva York y Chicago
- 1913 – Exposición dentro del salón “Salones de otoño alemanes” de Herwarth Walden (1878-1941)
- 1913 – Exposición con Wassily Kandinsky (1866-1944) en el Museo Reiff de Aquisgrán
- 1914 – Exposición en la Galería Flechtheim de París
- póstumamente 1919 - retrospectiva en la exposición dadaísta de Colonia
- póstumamente 1922 - retrospectiva en la Galería Flechtheim de Düsseldorf y Berlín
- póstumamente 1985 - retrospectiva en el Museo Suermondt-Ludwig de Aquisgrán
- póstumamente 1988 – “Estaciones del Modernismo” – Berlinische Galerie, Museo de Arte Moderno
- póstumamente 2005 - Círculo de amigos de Richard Seewald, Centro turístico de Ascona, Suiza
- póstumamente 2014 – “Las estrellas caen” – de Boccioni a Schiele – Kieler Kunsthalle